# Elmeriobryum
Elmeriobryum là một chi rêu trong họ Hypnaceae.